# Faulbaum
Der Faulbaum (Rhamnus frangula), genauer Echter Faulbaum oder Schießbeere bzw. Pulverholz genannt, ist eine Pflanzenart innerhalb der Familie der Kreuzdorngewächse (Rhamnaceae). Sie ist von Europa bis Westsibirien und in Marokko weit verbreitet. Der deutschsprachige Trivialname „Faulbaum“ geht auf den leichten Fäulnisgeruch der Rinde zurück. Die Rinde wird medizinisch als Abführmittel verwendet, die aus dem Faulbaum gewonnene Holzkohle wurde früher für die Herstellung von Schwarzpulver verwendet.

## Beschreibung und Ökologie

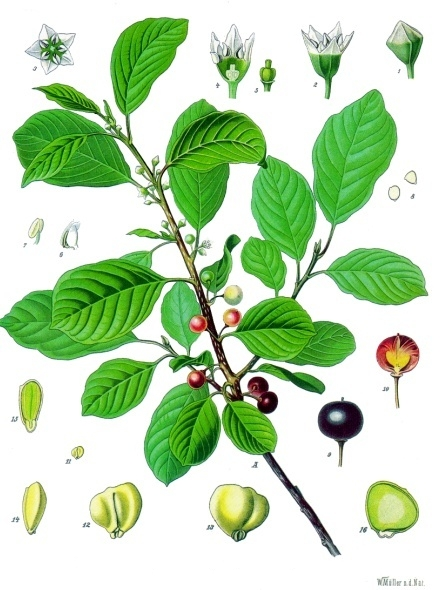
Illustration

### Erscheinungsbild
Der Faulbaum ist ein mehrstämmiger, unregelmäßig verzweigter Strauch, der meist Wuchshöhen von 2 bis 4 Metern erreicht. Die Stämmchen weisen einen Durchmesser von etwa 5 Zentimetern auf. Besonders auf nassen Standorten wächst er vielstämmig. Selten wächst er als kleiner Baum, der Wuchshöhen von bis zu 8 Metern und dann Brusthöhendurchmesser von höchstens 15 Zentimetern erreicht. Junge Sträucher sind schnellwüchsig. Die Zweige sind nur schwach behaart.

### Wurzel
Die Wurzeln sind zunächst rötlich-gelb und werden später rot; bei Trocknung werden sie rotbraun. Sie bilden eine endotrophe Mykorrhiza. Auf vernässten Standorten ist das Wurzelsystem ausgesprochen flach.

### Holz
Das Holz ist halbringporig. Das Splintholz ist gelblich-weiß, das Kernholz gelbrot bis rot. Die Rohdichte beträgt 0,56 bis 0,6 g/cm3. Das Holz ist reich an Fasern. Die Holzstrahlen sind ein- bis dreireihig und 40 bis 50 Zellreihen hoch. Eine Borke wird nicht ausgebildet. Einzelne Literaturberichte sprechen von einer dunkelgrauen, schwach rissigen Borke bei dickeren Stämmen. Die Rinde ist rund 3,5 mm dick. Das Rindenparenchym bildet manchmal schmale, unregelmäßige Bänder. Sklereiden werden nicht gebildet. Siebröhren verlieren ihre Funktion im zweiten Jahr.

### Blatt

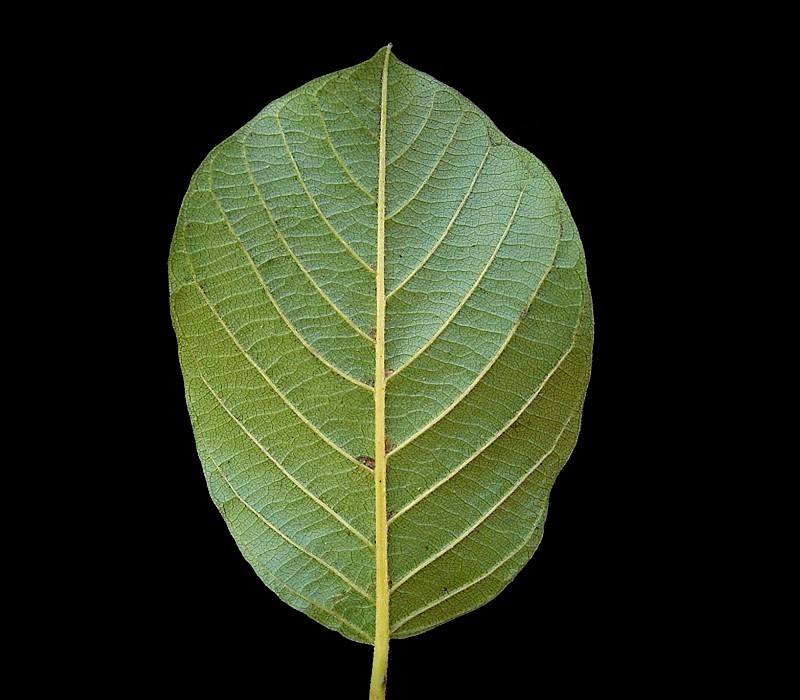
Blattunterseite

Die wechselständig an den Zweigen angeordneten Laubblätter sind in Blattstiel und Blattspreite gegliedert. Der Blattstiel ist 6 bis 14 Millimeter lang. Die einfache Blattspreite ist bei einer Länge von 40 bis 70 Millimetern sowie einer Breite von 25 bis 50 Millimetern elliptisch bis eiförmig oder verkehrt-eiförmig. Der Spreitengrund ist abgerundet. Die Spreitenspitze ist abgerundet oder bespitzt bis zugespitzt. Der Blattrand ist meist ganzrandig, selten undeutlich gezähnt. Beide Blattseiten sind praktisch kahl und unterseits hellgrün gefärbt. Die Blattspreite besitzt sieben bis neun kräftige Blattaderpaare, die bogig gekrümmt und parallel sowie an der Oberseite eingedrückt sind, während sie an der Unterseite deutlich hervorstehen. Im Herbst verfärben sich die Laubblätter gelb. Die Blätter sind die wohl wichtigste Raupennahrung der Zitronenfalter.

### Blütenstand und Blüte

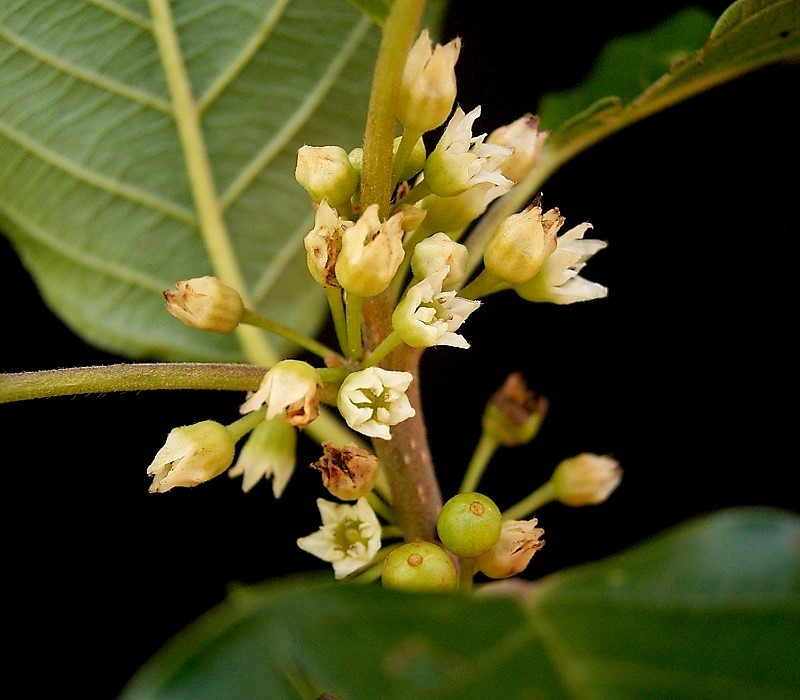
Zweig mit Blüten

Zwei bis zehn Blüten stehen in einem seitenständigen trugdoldigen Blütenstand zusammen.

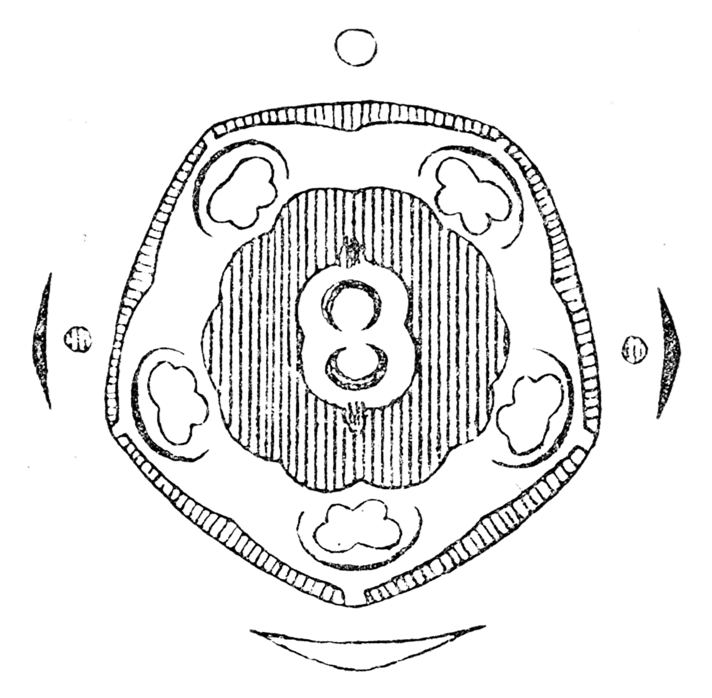
Blütendiagramm

Die zwittrigen, grünlich-weißen, fünfzähligen und kurz gestielten Blüten sind mit einer Größe von 6 bis 12 Millimetern relativ klein und unscheinbar. Die schwachrippige Blütenachse ist napfförmig und von einem Diskus ausgekleidet, das als Nektarium fungiert. Die fünf weißen, innen gekielten Kelchblätter sind dreieckig und länger als die fünf kleinen, weißen und schwach zweispitzigen Kronblätter. Die Staubblätter sind kurz und werden von je einem Kronblatt kapuzenartig umhüllt. Die Staubfäden sind kurz und die Staubbeutel relativ groß. Der Fruchtknoten ist mittelständig mit einem kurzen Griffel und die Narbe ist zwei- bis dreiteilig.
Die Blütezeit reicht von Ende Mai/Anfang Juni bis in den September. Die Bestäubung erfolgt durch Bienen, Hummeln, Schlupfwespen und Käfer.

### Frucht

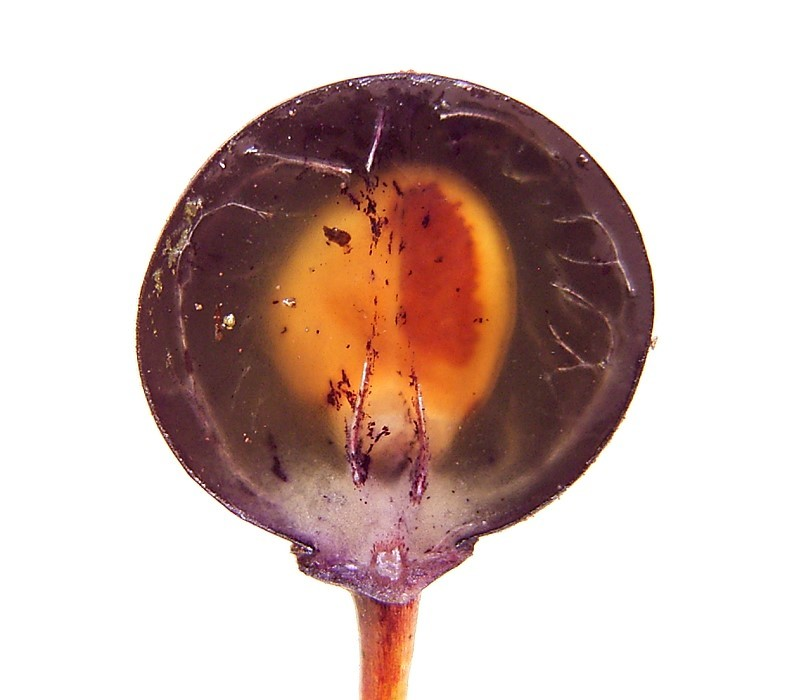
Längsschnitt durch mehrkernige Steinfrucht

Die bei einem Durchmesser von etwa 8 Millimetern kugeligen Steinfrüchte enthalten zwei bis drei Steinkerne. Die zunächst grünen Steinfrüchte färben sich ab Juli rot und werden zur Reife ab Mitte August dann schwarz. Wegen der langen Blütezeit trägt ein Strauch meist gleichzeitig grüne, rote und schwarze Früchte. Die Früchte fallen zwischen September und Dezember ab; dadurch gibt es unter einem Strauch reichlich Verjüngung. Die Fernausbreitung erfolgt durch Vögel wie Wacholderdrosseln, Misteldrosseln und Fasane.

### Chromosomensatz
Die Chromosomenzahl ist 2n = 20, seltener 22 oder 26.

## Verbreitung und Standorte

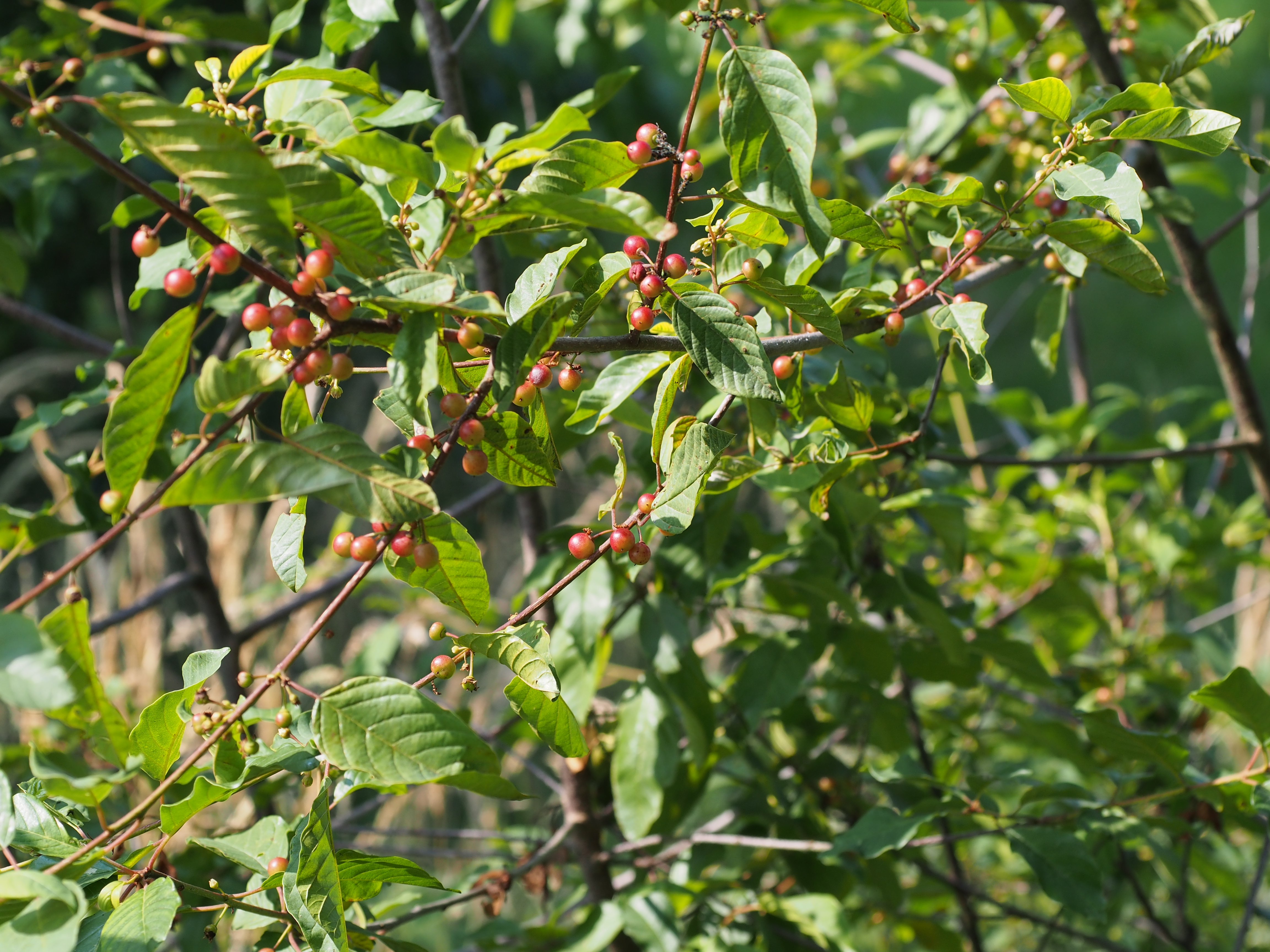
Belaubtes Faulbaum-Geäst mit noch unreifen Früchten

Der Faulbaum ist in Europa weit verbreitet. Er fehlt im Süden der Balkanhalbinsel, auf Sizilien, Sardinien und Korsika sowie den südöstlichen Teilen der Iberischen Halbinsel ebenso wie in den nördlichen Teilen Skandinaviens und in Schottland. In Irland ist er selten, in England und Wales hingegen häufig. Im Osten reicht das Verbreitungsgebiet bis zum Ural und Westsibirien. Vorkommen gibt es auch im Kaukasus und in Anatolien. In Nordafrika gibt es Vorkommen in Marokko. Im östlichen Nordamerika ist der Faulbaum ein Neophyt.
Der Faulbaum bevorzugt subkontinentale bis subozeanische Klimaverhältnisse. Er wächst vorwiegend auf frischen, wechselfeuchten und feuchten Böden, meidet aber Staunässe. Die Art liebt tiefgründige saure Lehm-, Sand- und Tonböden. Obwohl sie häufig in Erlenbrüchen, in Birkenmooren und in Auwäldern wächst, gedeiht sie auch auf trockeneren Standorten. Gegenüber pH-Wert und Lichtverhältnissen ist der Faulbaum indifferent. Er ist eine schwache Charakterart der Ordnung Alnetalia, kommt aber auch in Gesellschaften der Ordnungen Prunetalia, Fagetalia, Quercetalia roboris, in denen der Klasse Vaccinio-Piceetea oder des Verbands Erico-Pinion vor.
In den Alpen kann der Faulbaum bis in Höhenlagen von 1500 Meter (im Gebiet der Churfirsten) vorkommen, in Anatolien bis 1700 Meter. In den Allgäuer Alpen steigt er in Bayern am Zipfelschrofen oberhalb Hinterstein bis zu einer Höhenlage von 1130 Metern auf.
Die ökologischen Zeigerwerte nach Landolt et al. 2010 sind in der Schweiz: Feuchtezahl F = 3+w+ (feucht aber stark wechselnd), Lichtzahl L = 3 (halbschattig), Reaktionszahl R = 3 (schwach sauer bis neutral), Temperaturzahl T = 3+ (unter-montan und ober-kollin), Nährstoffzahl N = 2 (nährstoffarm), Kontinentalitätszahl K = 3 (Subozeanisch  bis subkontinental).

## Systematik
Die Erstveröffentlichung erfolgte 1753 unter dem Namen (Basionym) Rhamnus frangula durch Carl von Linné in Species Plantarum, S. 193. Das Synonym Frangula alnus  veröffentlichte 1768 Philip Miller in The Gardeners Dictionary ed. 8: n.º 1. Ein weiteres Synonym von vielen ist Frangula dodonei Ard. nom. inval. Je nach verwendeter Systematik wird diese Art zur Gattung Rhamnus oder Frangula gestellt.
Wenn man Frangula als Gattung verwendet, kann man folgende Unterarten unterscheiden:
- Frangula alnus Mill. subsp. alnus
- Frangula alnus subsp. baetica (Willk. & E.Rev.) Devesa (Syn.: Rhamnus baetica Willk. & E.Rev.): Sie kommt nur in Spanien vor.[8]
- Frangula alnus subsp. pontica (Boiss.) P.H.Davis & Yalt. (Syn.: Rhamnus pontica Boiss.): Sie kommt in der Türkei und im Gebiet von Syrien und Libanon vor.[8]
- Frangula alnus subsp. saxatilis Gancev: Sie kommt nur in Bulgarien vor.[8]

## Verwendung

### Holzkohle
Das Holz des Faulbaums ergibt eine hochwertige Holzkohle mit geringem Ascheanteil. Diese war besonders in der Vergangenheit begehrt zur Herstellung von Schwarzpulver. Auf diese Nutzung geht der Trivialname „Pulverholz“ für die Art zurück.

### Faulbaumrinde

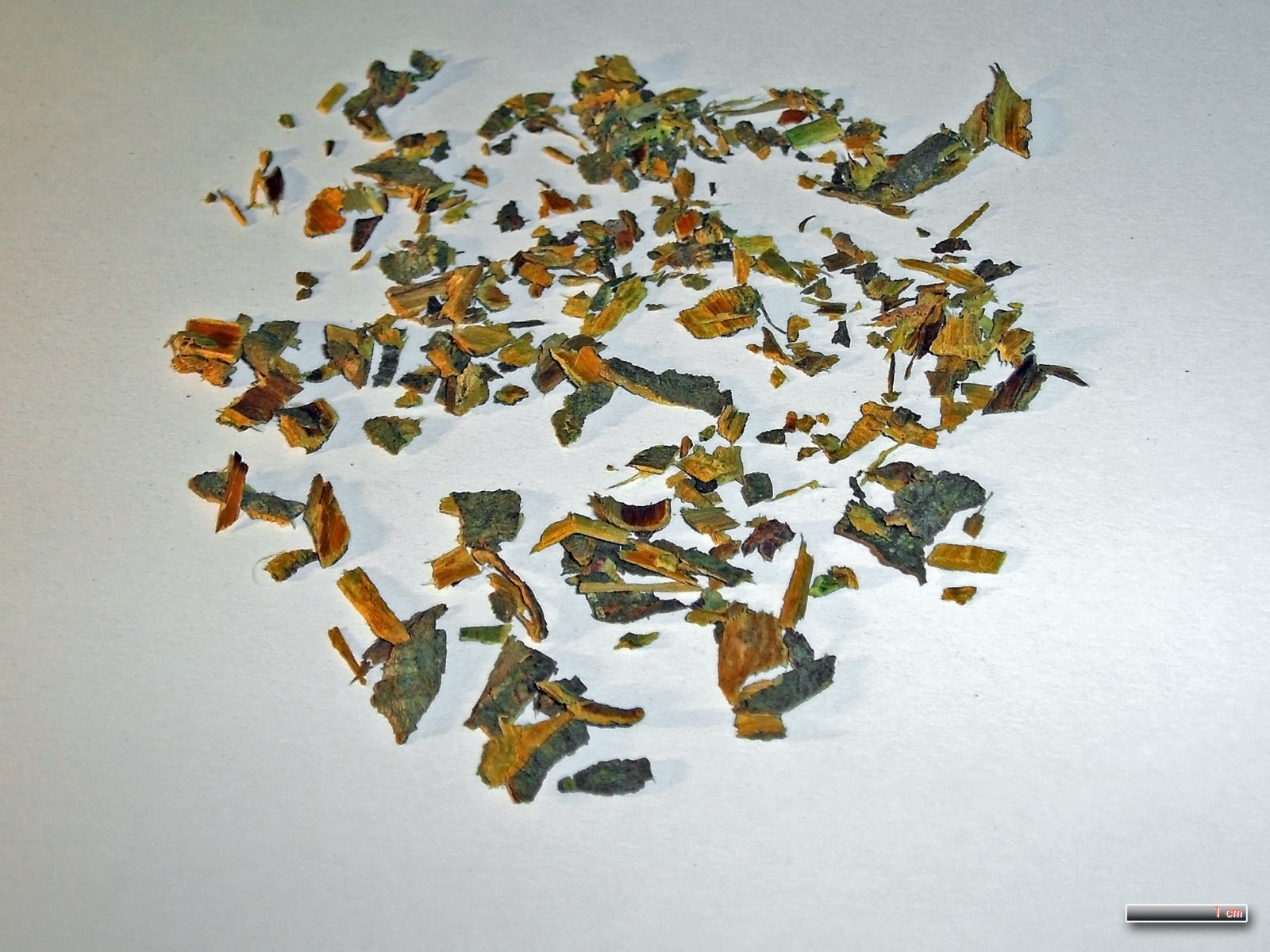
Faulbaum in Form der Rindendroge (Frangulae cortex)

Die getrocknete Rinde der Stämme und Zweige wird als Faulbaumrinde (Frangulae cortex) pharmazeutisch genutzt. Die Rindendroge dient als dickdarmwirksames Abführmittel zur kurzzeitigen Behandlung von Verstopfung. Dazu wird die Rinde von den Stämmen und Ästen geschält und entweder an der Sonne getrocknet und danach ein Jahr gelagert oder bei höheren Temperaturen (80 bis 100 °C) künstlich gealtert. Die Droge muss mindestens sieben Prozent Glucofranguline, berechnet als Glucofrangulin A, enthalten, um den Anforderungen des Europäischen Arzneibuches zu genügen. Auch Sebastian Kneipp empfiehlt den Faulbaum als wirksames Abführmittel.
Die Droge enthält die Anthrachinon-Derivate Glucofrangulin A und B, Frangulin A und B, verschiedene Frangulaemodinglykoside wie Frangulaeemodin-8-O-β-D-glucosid sowie wenige freie Aglykone. Weiters sind Gerbstoffe und Peptidalkaloide enthalten.
In der Droge liegen diese Substanzen – im Gegensatz zu anderen Anthranoiddrogen – überwiegend in der oxidierten Anthrachinon-Form vor. Sie sind weniger stark antiabsorptiv und sekretagog (verhindern weniger die Aufnahme von Wasser und Ionen aus dem Darmlumen und fördern weniger die Abgabe von Wasser und Ionen in das Darmlumen). Daraus ergibt sich die mildere Wirkung der Faulbaumrinde.
Die geschnittene Droge wird als Teeaufguss (Infus) verabreicht. Faulbaumrinde ist in vielen industriellen Tees enthalten. Daneben wird der Faulbaumrindentrockenextrakt (Frangulae corticis extractum siccum normatum) mit 15,0 bis 30,0 % Glucofrangulinen in Kombinationspräparaten in Form von Dragees oder Tabletten eingesetzt.

### Früchte
Die Früchte des Faulbaums werden zum Färben verwendet. Im 19. Jahrhundert war Kayseri das Zentrum des Faulbaumanbaus, vor allem zur Teppichherstellung. Durchschnittlich wurden jährlich 400–500 t Früchte produziert. Faulbaumfrüchte wurden auch in den frühbronzezeitlichen Schichten von Tell Tayinat in Hatay und in den hellenistischen Schichten von Daskyleion in Mysien gefunden, auch sie könnten zum Färben gedient haben.

### Giftigkeit
Beeren, Blätter und frische Rinde sind als giftig eingestuft. Faulbäume werden deshalb nicht vom Wild verbissen, wohl aber gefegt. Vergiftungen gelten als selten. Sie treten nach Verzehren der Früchte durch Kinder oder durch Verwendung großer Mengen frischer Rinde als Abführmittel auf. Symptome sind Übelkeit, Erbrechen, Leibschmerzen bis hin zu wässrigem und blutigem Durchfall.

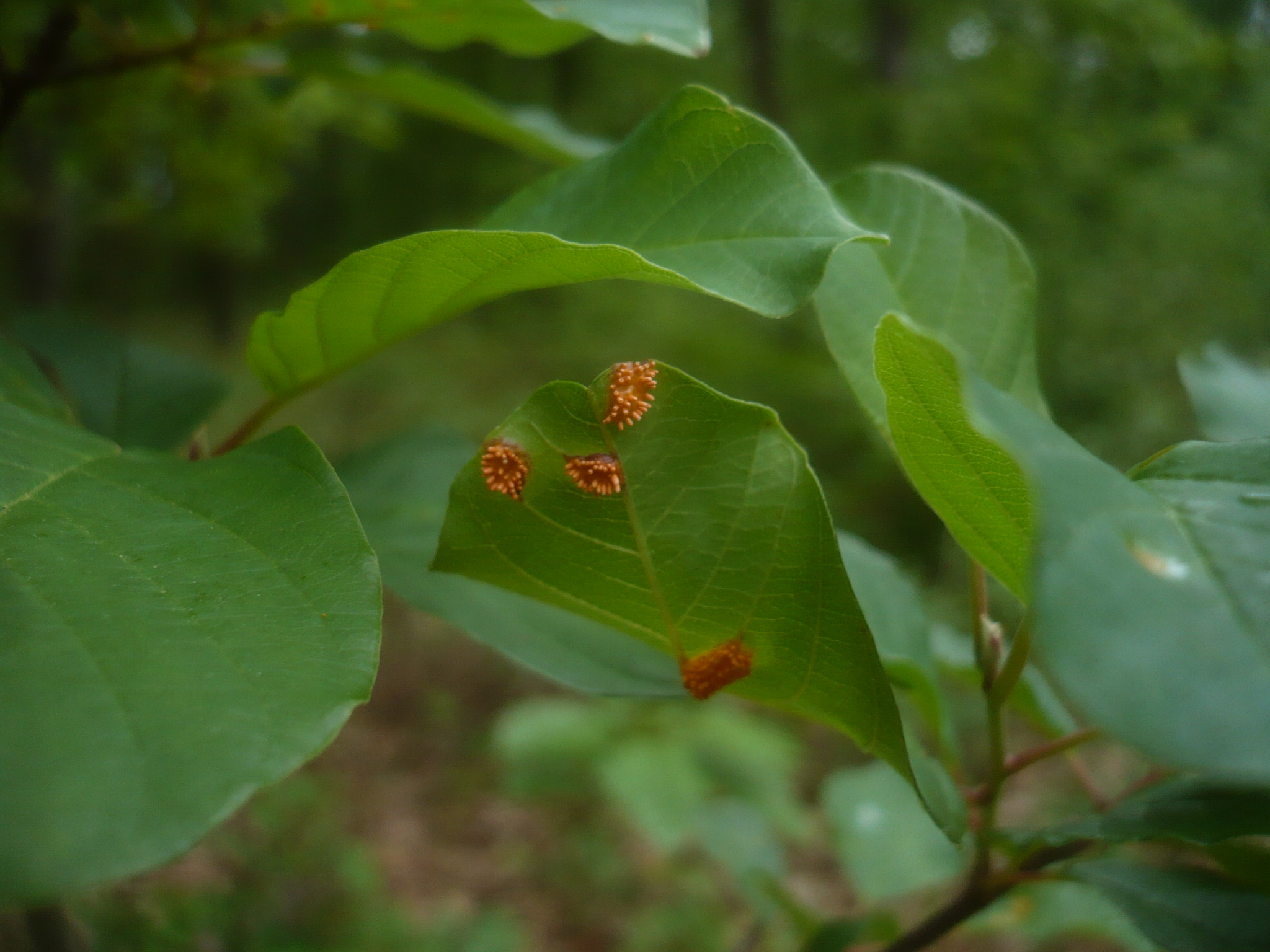
Puccinia coronata auf der Blattunterseite

## Krankheiten
Der Faulbaum wird vom Rostpilz Puccinia coronata var. coronata mit Spermogonien und Aecidien befallen.